# Бэбкок, Берни
Джулия Бёрнелл Смейд «Берни» Бэбкок (англ. Julia Burnelle Smade "Bernie" Babcock, 28 апреля 1868, Юнион — 14 июня 1962, Petit Jean State Park, Арканзас) — американская писательница, автор более 40 романов, а также множества эссе и газетных статей.

## Биография
Овдовев в 29 лет и имея пятерых детей, которых нужно было содержать, она начала работать писательницей. Её первая книга, выступающая за сухой закон «Дочь республиканца» (1900), была продана тиражом более 100 000 экземпляров за шесть месяцев.
Бэбкок была редактором общественной страницы журнала «Arkansas Democrat», а позже владела и редактировала «The Arkansas Sketch Book», первым предприятием такого рода в штате. Она написала драму «Мамочка», которую читали в Шатокуа и в лицеях. Она также является автором книг «Вчера и сегодня в Арканзасе» (1917), «Пришествие короля» (1921), «Душа Энн Ратледж», «Роман Авраама Линкольна» (1919) и «Душа Авраама Линкольна» (1923).
Плата за её романы составляла от 300 до 500 долларов за каждый. В мае 1927 года она писала: «Денег на оплату счетов, подлежащих оплате до первого июня, не видно… Что ж, ничего не остаётся, как продолжать попытки. Кто вообще хочет лёгкой работы?» Великая депрессия застала её почти нищей. В 1927 году Бэбкок основала в Литл-Роке Арканзасский музей естественной истории и древностей, финансируемый за счёт пожертвований друзей, в ответ на насмешки Г. Л. Менкена над Арканзасом. Она работала фольклорным редактором Федерального писательского проекта. В 1953 году она переехала в дом на горе Пти-Жан, где продолжила писать, опубликовав сборник стихов «Мраморная женщина» в 1959 году; на тот момент Берни был 91 год. Она умерла в своём доме 14 июня 1962 года; сосед нашел её тело с рукописью в руке.